# Bolbogonium davatchii
Bolbogonium davatchii är en skalbaggsart som beskrevs av Baraud 1973. Bolbogonium davatchii ingår i släktet Bolbogonium och familjen Bolboceratidae. Inga underarter finns listade.